# Żoliborz
Żoliborz [ʐɔˈlibɔʂ] ist einer der Stadtbezirke der polnischen Hauptstadt Warschau. Er liegt nördlich des Stadtzentrums auf der linken Weichselseite.
Die Gegend gehörte im 18. Jahrhundert den Piaristen eines Warschauer Klosters. Die Mönche legten Parzellen zur Besiedlung dieser Gebiete an. Eine dieser Parzellen bekam den Namen Jolie Bord, französisch für Schönes Ufer. Später wurde die polnische Schreibweise Żoliborz als Name festgelegt.
Die wohl bedeutendste Sehenswürdigkeit in Żoliborz ist die Zitadelle mit ihrem umliegenden Park.

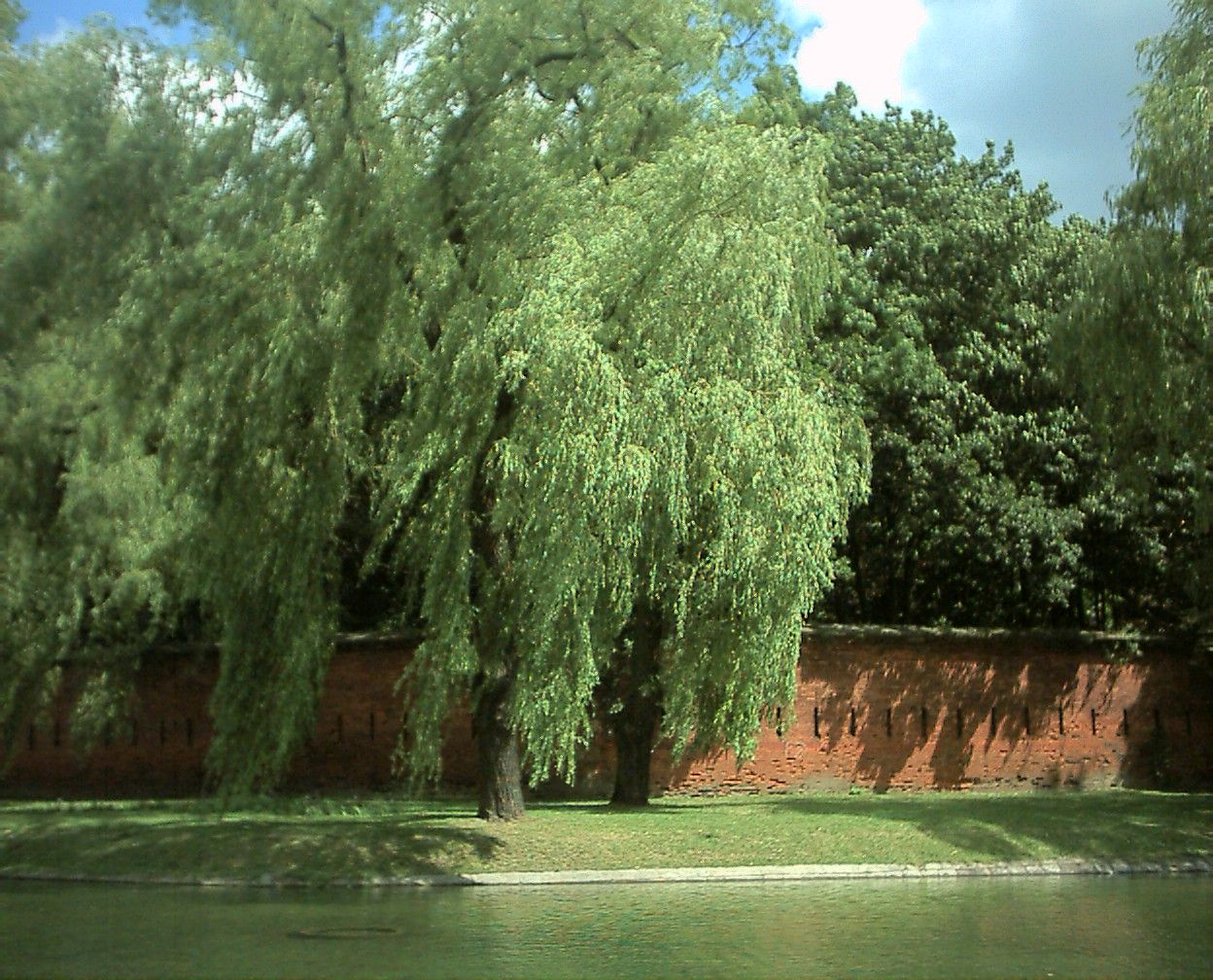
Warschauer Festung Cytadela